# カンムリヅル
カンムリヅル(冠鶴、Balearica pavonina)は、鳥綱ツル目ツル科カンムリヅル属に分類される鳥類。

## 分布
エチオピア、カメルーン、ガンビア、ギニア、ギニアビサウ、ケニア、スーダン、セネガル、チャド、ニジェール、マリ共和国、南スーダン、モーリタニア。ナイジェリアでは絶滅。

## 形態
全長95センチメートル。全身は灰黒色。上雨覆と下雨覆は白く、内側の大雨覆は淡黄色。初列風切と外側2枚の次列風切は黒く、次列風切と三列風切は赤褐色。近縁種のホオジロカンムリヅルに似るが、もっと黒味が強く、頬は赤い。
虹彩は白い。顔に羽毛がない裸出部があり、上半分は白・下半分はピンク色。喉に赤やピンクの肉垂がある。
卵は淡青色で、斑紋が入らない。若鳥は頭部や頸部・肩羽が褐色みをおびる。冠羽もあまり発達せず、顔の裸出部にピンク色の羽毛が生えている。

## 分類
以下の分類・分布はIOC World Bird List (v 8.2)に従う。
Balearica pavonina pavonina (Linnaeus, 1758)
ガンビア・セネガルからチャドにかけて
Balearica pavonina ceciliae Mitchell, 1904
チャドからエチオピア・ウガンダ北部・ケニア北部にかけて

## 生態
湿地に生息するが、河辺や河川の中州で見られることもある。非繁殖期には50 - 100羽の群れを形成するが、数羽のみの群れを形成することもある。
草本、種子、昆虫、軟体動物、魚類、爬虫類などを食べる。主に耕作地で採食を行う。
繁殖様式は卵生。湿地に巣をつくり、2 - 3個の卵を産む。抱卵期間は28 - 31日。近縁種のホオジロカンムリヅルと共に、木の枝に止まる事の出来る数少ないツルの仲間。湿地や草地を生息域とし、非繁殖期には数百羽もの大群を作る事がある。穀物の種子やカエルなどの小動物、昆虫を食べる。大型動物が草むらを歩いた時に驚いて飛び出した虫を捕らえたり、自ら脚で藪を掻き回して追い出した虫を捕まえる事もある。

## 人間との関係
草地で足踏みして飛び出てきたバッタ類を捕食することから、農耕地で飼養されバッタ類やヘビ類を追い出すために利用されることもある。頭部や翼などが伝統的に薬用になると信じられている。
農作物を食害する害鳥とみなされることもある。
ナイジェリアの国鳥である。
農地開発や過放牧・湿地の排水による生息地の破壊、ダム建設による干ばつ、石油採掘による影響、農薬による中毒、薬用や取引用の狩猟および採取などにより生息数は減少している。1985年にツル科単位でワシントン条約附属書IIに掲載されている。基亜種の1985年における生息数は15,000 - 20,000羽、2004年における生息数は約15,000羽と推定されている。